# Xylosma longipetiolata
Xylosma longipetiolata là một loài thực vật có hoa trong họ Liễu. Loài này được Legname miêu tả khoa học đầu tiên năm 1973.